# Ta’ara
Ta’ara (arab. تعارة) – wieś w Syrii, w muhafazie As-Suwajda. W 2004 roku liczyła 867 mieszkańców.